# Max Radiguet

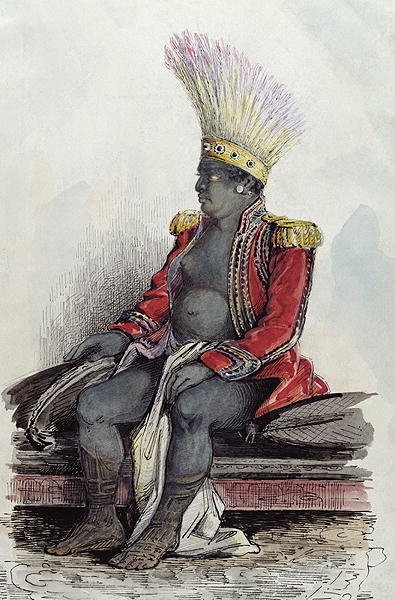
El rey Teomana de la isla de Nuku Hiva vestido con un uniforme de coronel francés, ilustración de Max Radiguet.

Maximilien René Radiguet (Landerneau, 17 de enero de 1816-Brest, 7 de enero de 1899), conocido como Max Radiguet, fue un escritor, viajero e ilustrador francés.

## Biografía
Alumno de la École Navale y adscrito a la Marina de Guerra, en 1838 formó parte como secretario de la comisión encargada de negociar las cuestiones de la indemnización con la República de Haití, y de 1841 a 1845 fue secretario del almirante Abel Bergasse du Petit Thouars, al que acompañó en la expedición de la fragata Reine-Blanche a Oceanía, presentando a su regreso una colección de mapas, en tres volúmenes, que le valieron la Legión de Honor. Durante este viaje estuvo asentado temporalmente en Perú, país sobre el que dejó escrito un testimonio sobre la sociedad de la época. El historiador Pablo Macera lo describió como un «conservador y monárquico temperamental».
Colaboró en las publicaciones Le Magasin Pittoresque, Revue des Deux Mondes, Revue Moderne, Musée des Familles, L'Océan, L'Illustration y France Maritime, entre otras, usando los seudónimos de René de Kérilian y Stéphane Rénal. Publicó, también, las obras Souvenirs de l'Amérique espagnole (1856), Les derners sauvages (1860), À travers la Bretagne (1865), Le champ de Mars à voi d'oiseau (1867), L'école de M. Toupinel (1870), Reflets de tableaux connus (1874) y Lettres sur le Salon de 1875 (1875). Además, tradujo al francés el artículo Un viaje del escritor peruano Felipe Pardo y Aliaga, de tendencia conservadora.